# The Rare Breed
The Rare Breed (bra: Raça Brava) é um filme estadunidense de 1966, do gênero western, dirigido por Andrew V. McLaglen . O roteiro é vagamente baseado na vida do rancheiro William Burgess, que introduziu a raça de touros inglesa Hereford (cara branca e sem chifres) no Texas.
O filme foi a primeira grande produção do músico John Williams, com o nome de Johnny Williams nos créditos de abertura.

## Elenco
- James Stewart.... Sam Burnett
- Maureen O'Hara.... Martha Evans
- Brian Keith.... Alexander Bowen
- Juliet Mills.... Hilary Price
- Don Galloway.... Jamie Bowen
- David Brian.... Charles Ellsworth
- Jack Elam.... Deke Simons
- Ben Johnson.... Jeff Harter
- Harry Carey Jr..... Ed Mabry